# Amnon Kohen
Amnon Kohen (hebr.: אמנון כהן, ang.: Amnon Cohen, ur. 1 czerwca 1960 w Uzbeckiej SRR) – izraelski przedsiębiorca, samorządowiec i polityk, w latach 1999–2015 poseł do Knesetu z listy Szasu.

## Życiorys
Urodził się 1 czerwca 1960 w Uzbeckiej Socjalistycznej Republice Radzieckiej. W 1973 wyemigrował do Izraela.
Służbę wojskową zakończył w stopniu sierżanta. Ukończył studia z zakresu administracji w biznesie w ISAC w Kirjat Ono, a następnie studia uzupełniające na Uniwersytecie Bar-Ilana w Ramat Ganie.
Był zastępcą burmistrza Ramli, przez pewien czas pełnił obowiązku burmistrza. Prowadził przedsiębiorstwa w branży spożywczej i jubilerskiej.
W wyborach w 1999 po raz pierwszy został wybrany posłem z listy ultraortodoksyjnego Szasu. W piętnastym Knesecie przewodniczył komisji specjalnej ds. petycji publicznych, zasiadał w komisjach budownictwa; finansów oraz ds. diaspory i absorpcji imigrantów. W 2003 uzyskał reelekcję, a w Knesecie szesnastej kadencji zasiadał przewodniczył komisjom: kontroli państwa oraz spraw gospodarczych, a także podkomisji ds. kontroli wojska. Był także członkiem komisji ds. diaspory i absorpcji imigrantów. Po raz trzeci zdobył mandat poselski w wyborach w 2006. W siedemnastym Knesecie był zastępcą przewodniczącego, przewodniczył jednej podkomisji i zasiadał w sześciu innych. Był także członkiem dwóch komisji stałych: finansów i spraw gospodarczych. W 2009 ponownie został wybrany posłem. W XVIII Knesecie przewodniczył komisji spraw wewnętrznych i środowiska oraz podkomisjom: ds. ubóstwa oraz rozwoju zatrudnienia i przemysłu. Zasiadał ponadto w komisjach: spraw gospodarczych; ds. radia i telewizji; finansów oraz kontroli państwa. W 2013 uzyskał reelekcję, a w Knesecie dziewiętnastej kadencji przewodniczył komisji kontroli państwa i zasiadał w komisji finansów. W wyborach w 2015 utracił miejsce w parlamencie.
Poza hebrajskim posługuje się rosyjskim i bucharskim.